# Francesc Argemí i Anglada
Francesc Argemí i Anglada, més conegut com a Franki, és un jove de Terrassa que fou empresonat al Centre Penitenciari de Can Brians sota les acusacions d'ultratge a la bandera espanyola, atemptat a l'autoritat i desordre públic. Franki fou detingut el 28 d'abril de 2008, en aplicació de la sentència que el condemnà a 2 anys i set mesos de presó, acusat de despenjar i estripar la bandera espanyola de l'Ajuntament de Terrassa durant una petita concentració el 2002, a més d'agredir dos policies locals. El seu cas generà un gran ressò social i diversos col·lectius de diferents àmbits han donat suport explícit a l'alliberament del jove, en considerar que tant la sentència com el comportament de les diferents autoritats foren desproporcionats. Se'n destaquen diverses accions de suport que es dugueren a terme durant els primers dies de maig de 2008, com per exemple la penjada que van protagonitzar diverses persones a la Sagrada Família, en un pont sobre la B-23, o davant la seu d'Institucions Penitenciàries (Barcelona) o la manifestació davant la seu del PSC, entre d'altres.
També hi va haver manifestacions i concentracions per exigir-ne la llibertat a Terrassa, Sabadell, a la UAB (Vallès Occidental), Institucions Penitenciàries, Brians 2, UB Raval, Gràcia, Barcelona, Santa Coloma de Gramenet (Barcelonès), La Garriga, Sant Esteve de Palautordera (Vallès Oriental), Mataró (Maresme), València (Horta), Palma (Mallorca), Valls (Alt Camp), Vilafranca del Penedès (Alt Penedès), Igualada (Anoia), Alacant (l'Alacantí), Vic (Osona), etc. També es presentaren (generalment per part de la CUP) mocions per exigir-ne la llibertat. S'hi votaren a favor de manera majoritària a Vilafranca del Penedès (Alt Penedès), Llinars del Vallès (Vallès Oriental), Tortosa (Baix Ebre), Vilanova i la Geltrú (Garraf) i no s'aprovaren però es discutiren a Manresa (Bages).